# La Mer de sable
La Mer de sable is een Frans attractiepark in de gemeente Ermenonville en is in 1963 opgericht.

## Algemene informatie
La Mer de sable is opgericht in 1963. Intussen heeft het park anno 2024, 21 mechanisch aangedreven attracties, waaronder drie achtbanen. Het attractiepark was vanaf 2005 onderdeel van de Franse attractieparken groep Compagnie des Alpes die tevens eigenaar is van onder andere de Walibi-parken en Parc Astérix; een groter attractiepark dat op enkele kilometers van Mer de Sable ligt. In 2007 investeerde Compagnie des Alpes met 10 nieuwe attracties in la Mer de Sable.
In 2011 opende het attractiepark de achtbaan Tiger Express, welke is overgenomen van het Nederlandse attractiepark Walibi Holland.
In mei 2015 werd la Mer de Sable door Compagnie des Alpes van de hand gedaan en door Groupe de Looping overgenomen.
In 2025 opent het attractiepark de houten achtbaan Wild Buffalo, welke zo'n €5 miljoen kostte.

## Attracties

### Achtbanen

#### Huidige achtbaan
| Naam            | Type achtbaan             | Opening                                  | Bouwer         |
| --------------- | ------------------------- | ---------------------------------------- | -------------- |
| Bandidos        | Draaiende achtbaan        | 2016                                     | SBF Visa Group |
| Silver Mountain | Junior Coaster            | 2021 (tweedehands)                       | Vekoma         |
| Tiger Express   | Stalen wildemuis-achtbaan | 2011 (in 2000 geopend in Walibi Holland) | Mack Rides     |

#### Verdwenen achtbanen
| Naam              | Type achtbaan            | Jaartal opening | Jaartal sluiting                | Bouwer        |
| ----------------- | ------------------------ | --------------- | ------------------------------- | ------------- |
| Dragon de Bei Hai | Stalen achtbaan          | Onbekend        | 2006 (verplaatst naar Bal Parc) | Cavazza Diego |
| Train du Colorado | Stalen mijntreinachtbaan | 2000            | 2009                            | Soquet        |

### Waterattracties
| Naam                   | Type attractie           | Jaartal opening | Bouwer   |
| ---------------------- | ------------------------ | --------------- | -------- |
| Aquasouk               | Splash battle            | 2016            | Zamperla |
| Cheyenne River         | Boomstamattractie        | 1996            | Soquet   |
| Jungle des Chikapas    | Dark water ride          | 1991            |          |
| La Rivière des Castors | Kinder-Boomstamattractie | 2007            | Zamperla |
| Riviere Sauvage        | Rapid river              | 1988            | Soquet   |

### Overige attracties
| Naam             | Type attractie          | Opening | Bouwer        |
| ---------------- | ----------------------- | ------- | ------------- |
| Babouing         | Valtoren                | 2007    | Zierer        |
| Canoë Fou        | Rockin' Tug             | 2007    | Zamperla      |
| Cycl’o vent      | Red baron               | 2007    | Zamperla      |
| Disco Loco       | Disk'O                  | 2016    | Zamperla      |
| El Condor        | Zweefmolen              | 2007    | Elbe          |
| Little Hawk      | Vliegtuig-zweefmolen    | 2007    | Zamperla      |
| Mississi'Piste   | Rondrit                 | 2007    | Zamperla      |
| Oasis            | Spelstructuur           | 2007    | Elbe          |
| Péroké           | Tri Star                | 2007    | Huss Rides    |
| P'tits rangers   | Brandweerattractie      | 2008    | Zamperla      |
| Raid du Dragon   | Jump Around             | 2007    | Zamperla      |
| Ruée vers L'or   | Waltzer                 | 2008    | Zierer        |
| Sonora           | Luchtballonnencarrousel | 2007    | Zamperla      |
| Tornado          | Polyp                   | 2018    | Moser's Rides |
| Train des sables | Stoomtreinrondrit       | 2007    | Zamperla      |

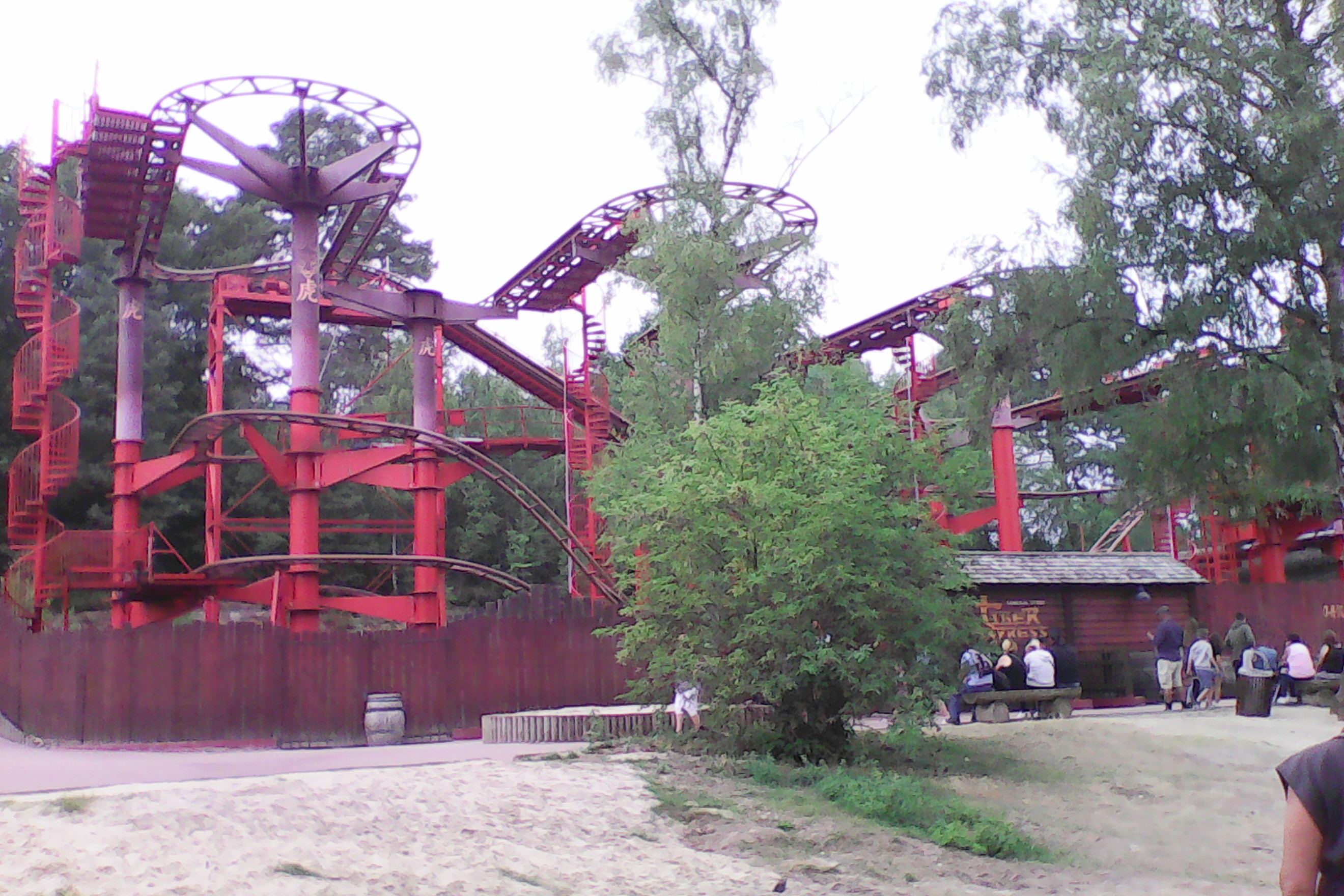
Tiger Express
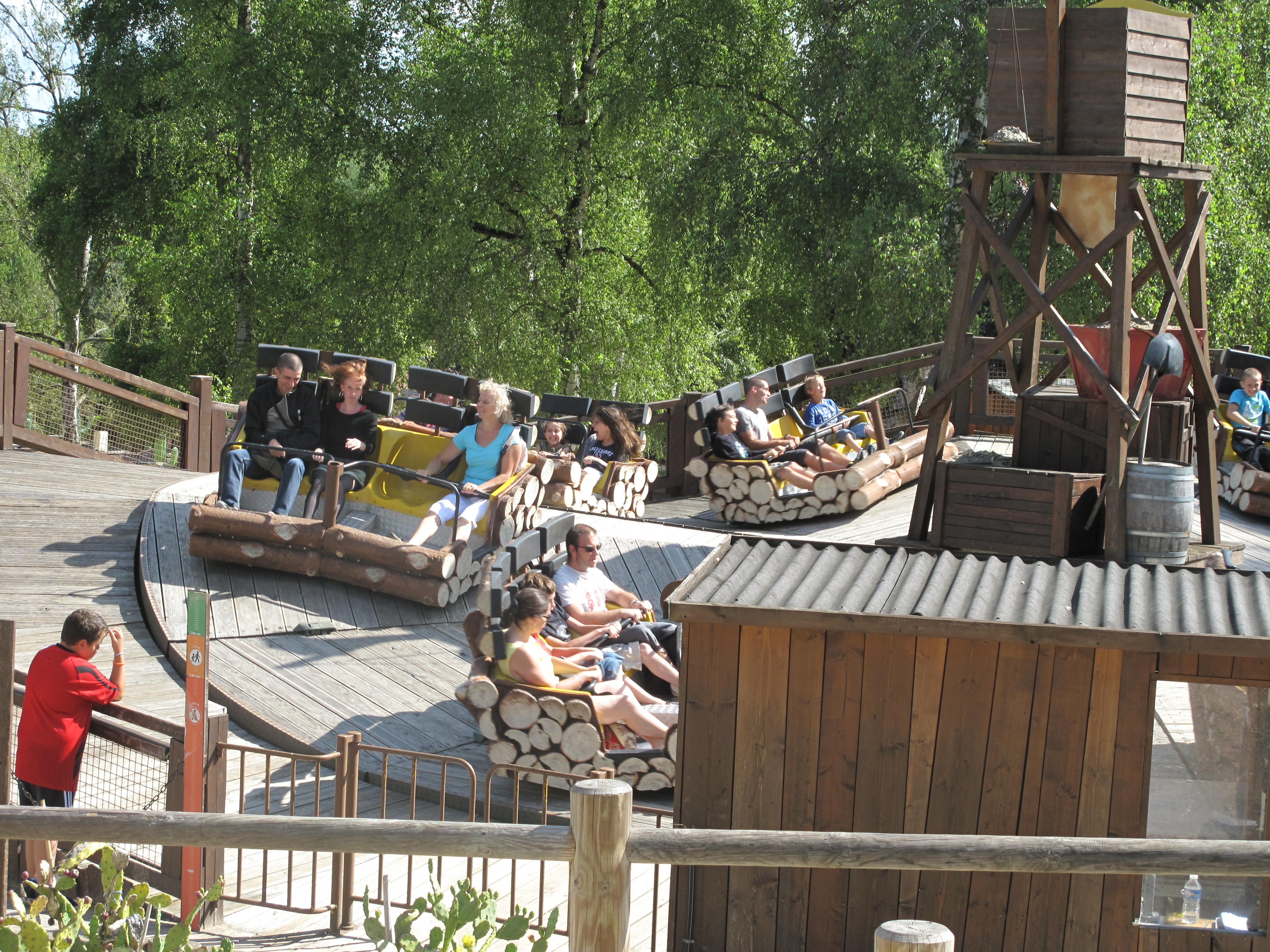
Ruée vers L'or
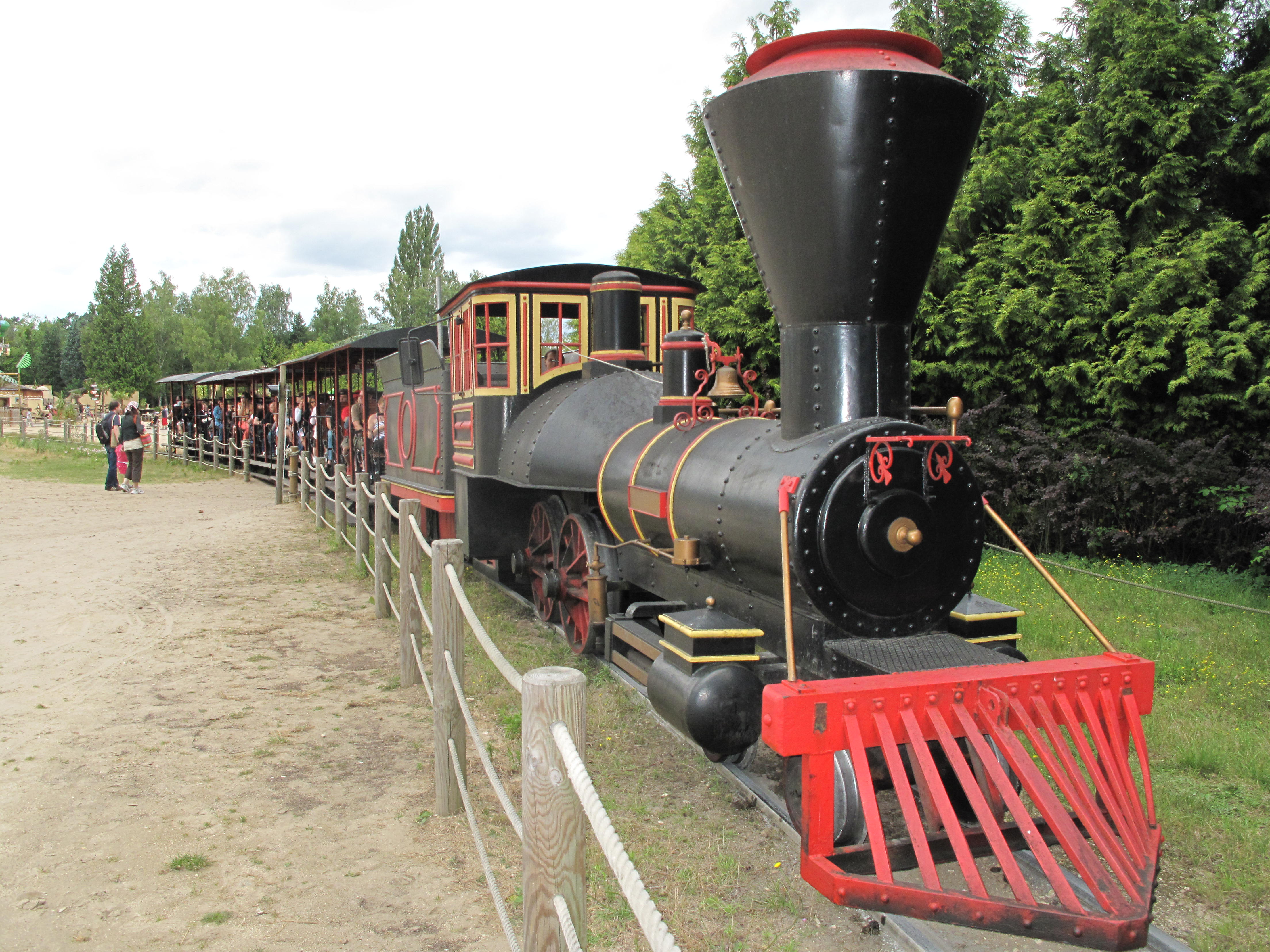
Train des Sables
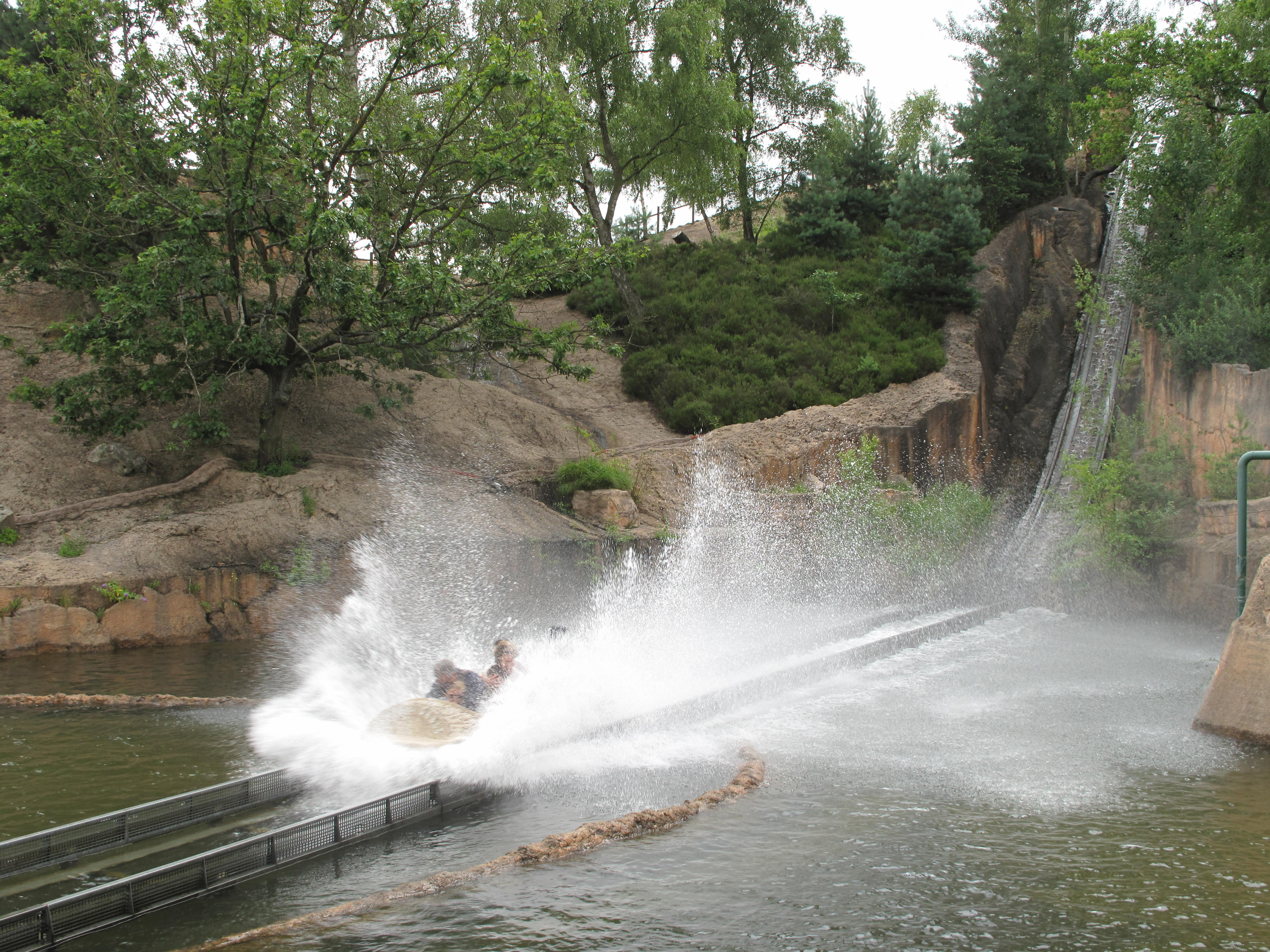
Cheyenne River